# В хаті Штурми
«В хаті Штурми» — новела українського письменника Григорія Косинки. Етюд написано в 1920 році, в якому автор у нарисовій формі майстерно відтворив враження зі свого життя.

## Історія написання
Етюд вперше було видруковано в Києві в 1920 року в збірці «На золотих Богів». Цей коротенький літературний ескіз — описує пізніше вже характерні для Косинчиної творчості події (революційності в межах українського села), водночас цей ескіз: свідчення пошуків автором «своєї» — найближчої за світовідчуттям і світоусвідсмленням — традиції, до котрої Косинка має намір долучитися. В основі твору — випадок, який стався у рідному селі Косинки.
У невеликому за розміром оповіданні «В хаті Штурми» письменникові вдалося яскраво показати трагічну долю бідняцької родини. Сум, журба, безпросвітні злидні панують у хаті одного з представників «сільської голоти» Штурми. Ще тяжче майбутнє чекає на Штурму і його «напівголу дітвору», коли йому «на цукроварні одбило пальці. Закам’яніли постаті на стінах; в хаті запанувала тиша і жах, і тільки знадвору було чути, як шумів дощ і трясло вітром шибки: вічне горе просилось у сім’ю Штурми...».

## Сюжетна лінія
У оповіданні яскраво показано трагічну долю бідняцької родини Штурми. Сум, журба, безпросвітні злидні, голодні і хворі діти, замучена важкою роботою жінка Штурми. Важка звістка від дядька Корнія, що Михайлу Штурмі обрізало пальці на цукроварні, миттю вселяє жах і ми відчуваємо як закам'яніли зі страху постаті на стінах і в хаті запанувала тиша. Важка доля бідної селянської сім'ї.

## Стилістичні особливості
Уже в ранніх творах Косинки дослідники відокремили головну особливість — його тяглість до імпресіонізму. Характерним для імпресіоністичної поетики Григорія Косинки є використання алогічних, фрагментарних,  обірваних, майже не пов’язаних між собою реплік дійових осіб. А більшість тем, діалогів та подій він черпав зі свого життя, тому всі ці твори мають риси автобіографічності.

## Образи
- Михайло Штурма — батько;
- Мати — жінка Штурми;
- Сашко — син Штурми;
- Химка — дочка Штурми;
- Уляся — хвора дитинка Штурми;
- Корній — дядько.

## Критика
На особливості ранніх творів Григорія Косинки ще в 1924 році вказував Максим Рильський, зазначивши, зокрема, що художня манера письменника «стрімка, похаплива, бадьора і до певної міри фотографічно-імпресіоністична». Для окремих з них характерний лірико-імпресіоністичний стиль, або, як називає його В. Фащенко, «штрихова стилістика». Така манера письма й визначила побудову ранніх творів. Композиція їх «фрагментарна, асоціативна. Сюжетний рух має пульсуючий, стрибкоподібний характер, що відповідає блискавичній зміні настроїв оповідача або персонажа». В окремих творах важко визначити зав'язку, розвиток дії, навіть кульмінацію — ті необхідні компоненти традиційного оповідання, які характерні для пізніших новел. Деякі з цих компонентів, власне, і відсутні, їх функції часто виконує глибокий підтекст, що дає можливість читачеві з’єднати хаотично розпорошені епізоди й ситуації, які автор змальовує кількома мазками, та самому домислити дію. Тому велике смислове навантаження в косинчиній новелі несуть економна фраза, короткі, уривчаті, емоційно забарвлені діалоги.

## Бібліографічний опис

### Перше видання
Вперше Косинка представив свій ескіз читачам газети «Більшовик» 21 жовтня 1920 року.
- 1920 року збірка «На золотих Богів» — перша самостійно-авторська збірка, витримала кілька публікацій, до читачів дійшли примірники видані повторним тиражем в київському видавництві «Сокіл» в 1922 році[1]. Оригінал друкованого документу зберігається в ЦНБ АН України. Рукописний відділ, ф.54, №3, №4, ф.248, №9.

### Публікації
Надалі вже новела публікувалася в авторських збірках.
- Косинка Г. В житах : оповідання / Г. Косинка. — Харків : Держ. вид-во України, 1926. — 188, [4] с. — (Бібліотека українських письменників).;
- Косинка Г. Вибрані оповідання / Г. Косинка. — Вид. 2-ге. — Київ ; Харків : Держ. вид-во України, 1929,—-228 с.;

Потім тривалий час творчість Косинки замовчувалася, лише з середини ХХ століття він повернувся до читача, а за ним і новела «На бураки».
- Косинка Г.  Твори / Г. Косинка. — Київ : Молодь, 1972. — 222 с., [4] арк іл. — (Шкільна бібліотека). Вибрані твори. — Харків : Ранок, 2009. — 334, [1] с. — (Серія "Українські класики" : у 12 т.; т. 5);
- Косинка Г. Гармонія : новели / Г. Косинка. — Киш : Дніпро, 1981. — 222 с.;
- Косинка Г. Гармонія : оповідання, публіцистика, спогади про Григорія Косинку / Г. Косинка. — Київ : Дніпро, 1988. — 604, [1] с., [13] арк іл.;
- Косинка Г. Заквітчаний сон : оповідання, спогади про Г. Косинку / Г. Косинка. — Київ : Веселка, 1990. — 285, [2] с. [4] арк іл., портр.;
- Косинка Г. Вибрані твори / Г. Косинка. — Київ : ЛДЛ, 2002. — 190, [1] с.: портр.;
- Косинка Г. В житах : [оповідання] / Г. Косинка. — Київ : Школа, 2007. — 300, [2] с. — (Бібліотека шкільної класики).;
- Косинка Г. Вечірні тіні: оповідання / Г. Косинка. — Харків : Важпромавтоматика, 2007. — 320 с.: портр. — (Серія "Грамота").

## Цікаві факти
- Етюд-оповідання «Під брамою собору» був виданий у колективній збірочці творчого гурту «Гронівців»
- «Під брамою собору» — один із небагатьох етюдів, в якому автиор відобразив урбаністичні нюанси тогочасся: один із епізодів життя тогочасного міста.
- В Григорія Косинки був період в житті, коли він замешкав на території Софіїваського собору, який тоді мали чималу площу і додаткові господарські будівлі (в одній з яких і туоиоася сім'я) Косинки. Тому, очевидно, що ідею та діалоги до свого етюду він почерпнув з тих часів і цей його твір також відноситься до його автобіографічного стилю.